# Louis Ludwig
Louis (Henri Louis) Ludwig (Lith/Nederland 1856 - Brugge 1925) was een Nederlandse postimpressionistische schilder en beeldhouwer.

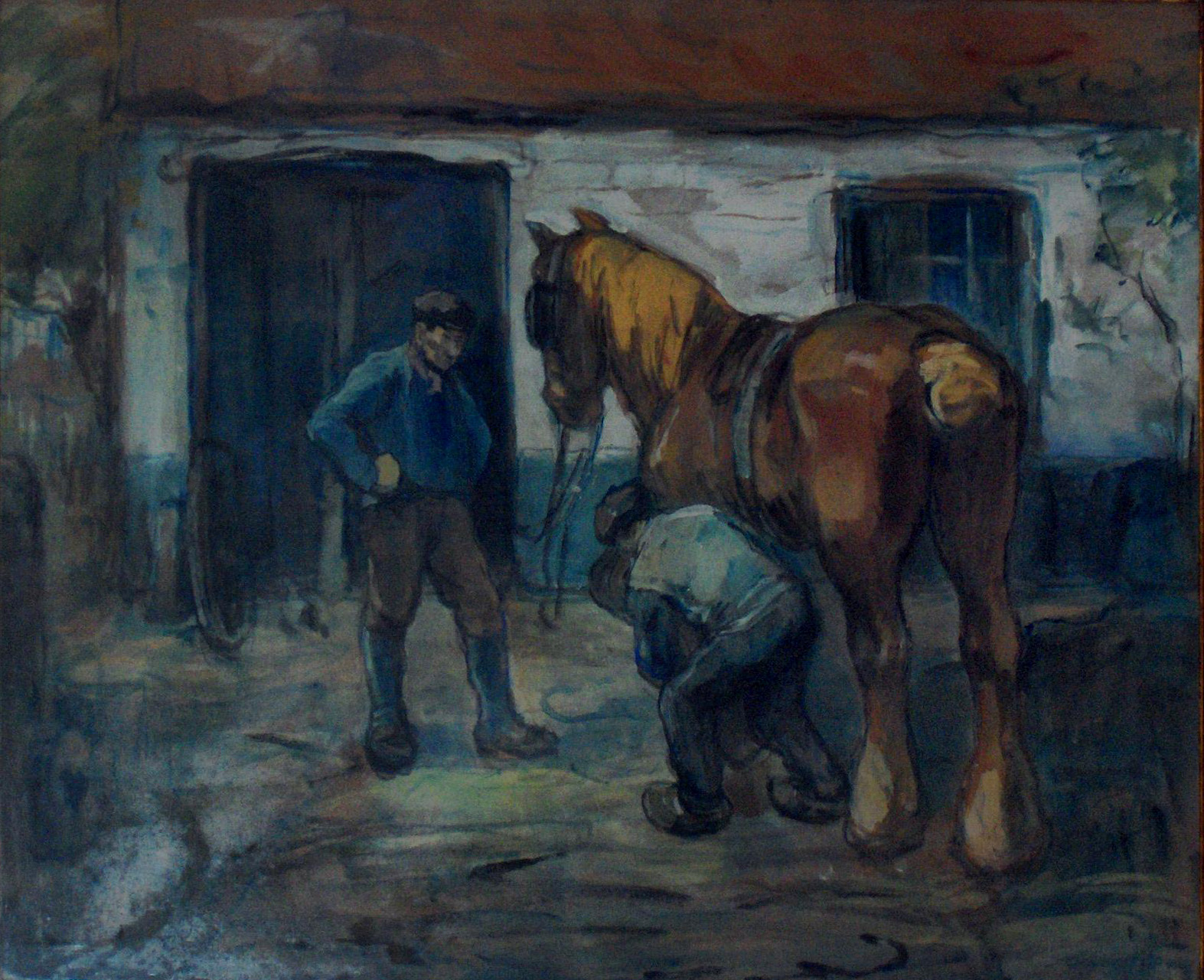
"De oude smidse van "Het Kalf" (Knokke)

Hij kreeg zijn artistieke opleiding bij E. van der Ven ('s-Hertogenbosch 1821-1883) en aan de Academies van Antwerpen en Gent. Hij werd lid van L'Union des Arts, een Brusselse vereniging van beeldende kunstenaars die bestond van 1876 tot 1885 en gaf met deze leden een tentoonstelling. Na tal van omzwervingen in Nederland vestigde hij zich rond 1910 in Brussel. Hij werd er lid van Labeur, was een vereniging van beeldende kunstenaars die actief was in Brussel tijdens de jaren 1898-1907.Hij vestigde zich vanaf 1919 in de Polderweg te Knokke. De dorpsgezichten van Knokke die hij toen schilderde zijn nu iconografisch zeer belangrijk.
Hij is bekend voor zijn landschappen, Schelde- en dorpsgezichten die hij schilderde in postimpressionistische stijl. Zijn gouachetechniek was ook heel bijzonder. Hij was eveneens een beeldhouwer van borstbeelden.

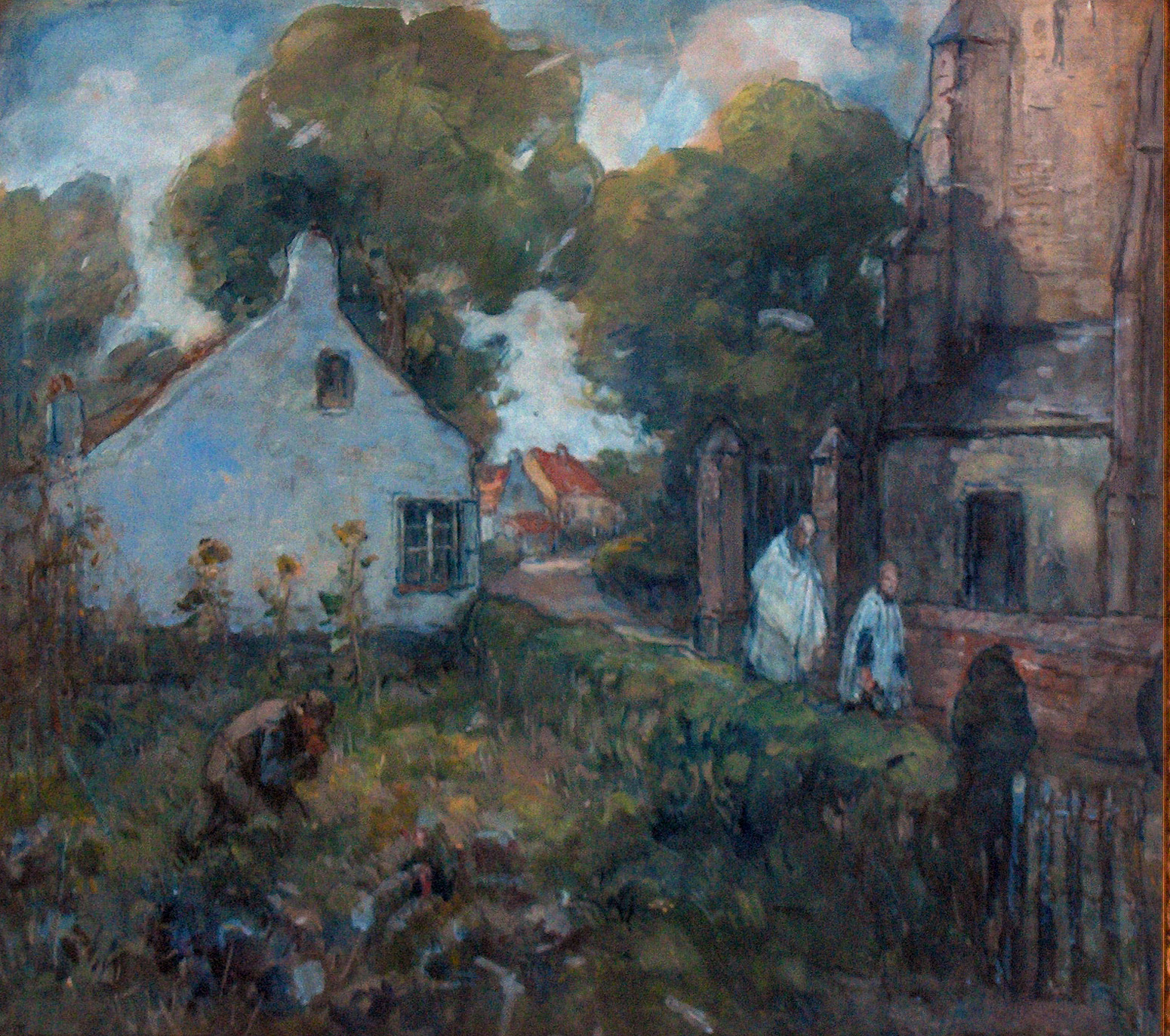
"Berechting in de oude Kerkstraat" (Knokke)

Zijn meeste werken bevinden zich nog in privé verzamelingen. Enkele schilderijen zijn in het bezit van het gemeentebestuur Knokke-Heist (Kerkje van Knocke, Terug voor het onweer, Maeger Schorre, Oud-Knocke)